# ポイントプログラム

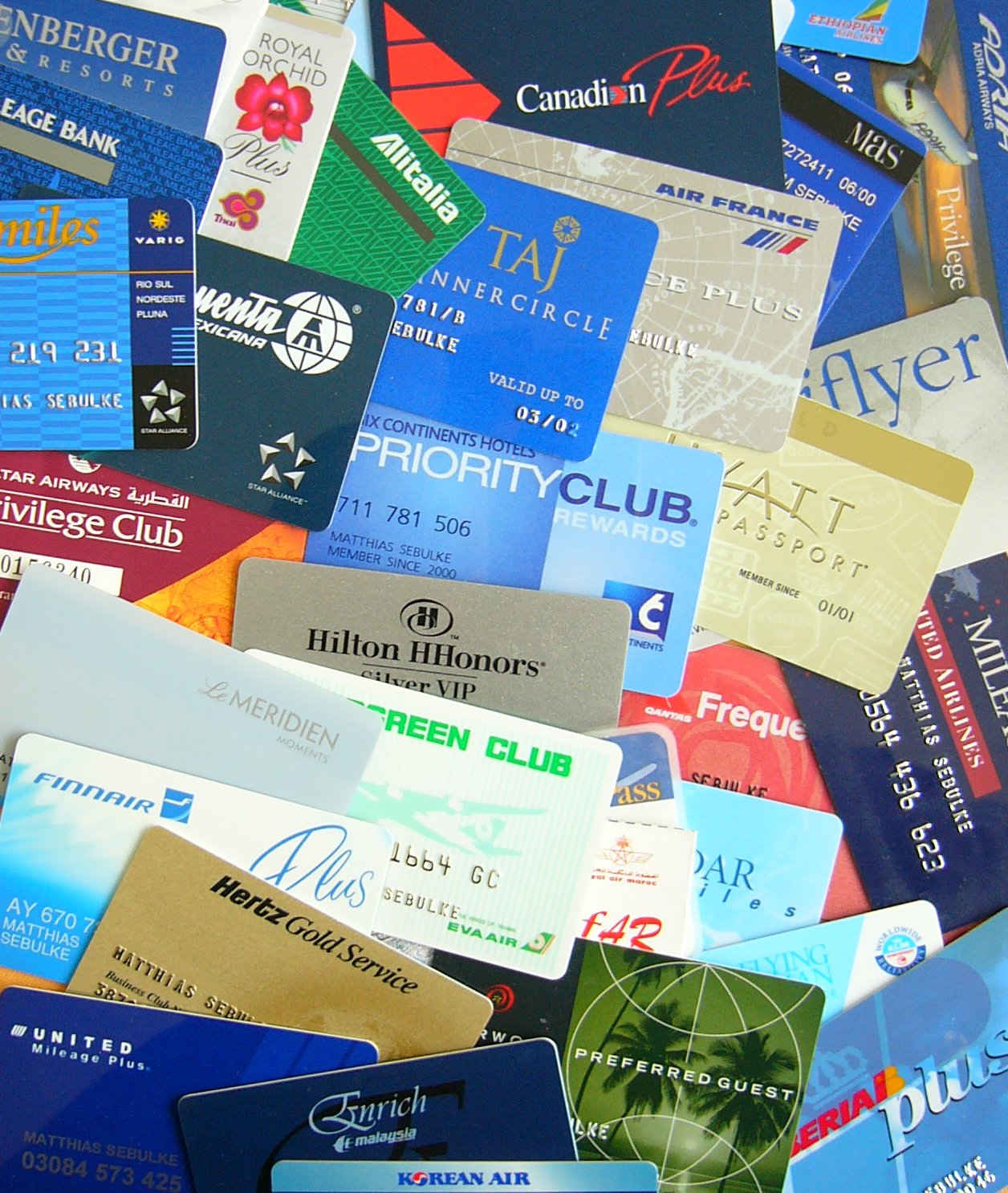
カードを使うとポイントが貯まる

ポイントプログラム、またはポイントサービス（和製英語：point service）とは、各種の商品・役務の購入金額あるいは来店回数等に応じて、一定の条件で計算された点数（ポイント）を顧客に与えるサービス。顧客は、ポイントを次回以降の購入代金の一部に充当したり、商品と交換することができる。ポイントを付与する事業者は、このサービスをマーケティングに活用する。
多くの事業者は「ポイント」という単位を使っているが、「マイル」「マネー」「コイン」「ダラー」「スタンプ」などのポイント以外の単位を使っている場合がある。本項ではそれらを含めて記述している。

## 概要
ポイントは商品購入と引き換えに発行されることが多いが、インターネット上の広告の閲覧や株式の保有と引き換えに発行されることもある。そのポイントを記録するための媒体（ポイントカードなどの専用カードや会員証など）にポイントを記録して蓄積する。蓄積されたポイントは、（多くの場合）次回以降の商品・役務の購入時などに利用したり、一定数量のポイントを商品券に引き換える。小売業やサービス業（専門店系チェーンストアや、ホテル、クレジットカードなど）で多く行われている。昨今は、レジ袋が不要の客にポイントを与える事もある。
ニールセン世界小売業ロイヤルティセンチメント調査はポイントの報酬（reward）を金銭的報酬と非金銭的報酬に分けており、金銭的報酬には商品の割引、払い戻し、キャッシュバック、送料の無料化または割引、無償の商品の提供があるとする。また、非金銭的報酬には、優先度の高いサービス、特売品等への専有的アクセス、特別客としての認証、個人化された商品やサービスの提供、慈善活動への寄付がある。
ポイントは企業が自社商品や自社サービスの値引きを約束することで、顧客を競合企業から自社に囲い込む企業の戦略として用いられている（ロックイン効果）。一方で、家電量販店などにおける、販売価格の1割以上を超すようなポイント還元サービスは、実際の所はポイント還元分を本来販売すべき価格に上乗せしているに過ぎず、販売促進の枠を超えて、顧客が自ら費用を負担して囲い込みされているに過ぎないという指摘もある。一部の量販店では、ポイント還元分をポイントサービスに充当するか、または還元分を値引きして販売するか（その場でキャッシュバックということになる）、客に選択させる場合もあり、ケーズデンキのようにポイント制を導入せず「その場でズバッと現金値引き」をモットーにしている家電量販店もある。
ポイントプログラムには自社製品や自社サービスのみの個社発行ポイントと多くの加盟店が参加する「プラットフォーマー型企業発行ポイント」がある。プラットフォーマー型企業発行ポイントにおける囲い込みは、多くの顧客を会員とすることで自社プラットフォームを拡大するために活用されており、これによって複数のポイント経済圏が出現するといわれている。Suica、PASMO等IC乗車カード全てがそのままポイントカードとして利用できる、地域ポイントカードのシステムも開発・運営されており、東京都内のJRや私鉄沿線の商店街では利用客の大多数がSuica等を所持・携帯していること、新規カード発行費用の負担削減、等の理由からこのシステムを導入する動きが広まっている。
ポイントプログラムはセールスプロモーションの一種であるが、クーポンなどとは異なり消費者の購入履歴の収集を行うことができる。ポイントによる消費者の会員化により、顧客の購買履歴を通して消費者にあったマーケティングを行う消費のカスタマイズ化も進んでいる。行動経済学の観点からは多くの商品にポイントが付与されるポイント経済化により、合理的な行動との乖離が誘導される可能性も指摘されている。ポイントによる値引き率は0.5〜1%程度であり決して高くないが、顧客は必ずしも値引き率を合理的に計算して判断しているとは限らない。ポイントをためられることが顧客の心理に与える効果も無視できないという見方もある。
また、物価の観点からは、ポイント還元率の分だけ購買価格は下がっているが統計上は現れないため、物価指数が消費者の購買価格を反映しにくくなることも想定されている。
個社発行ポイントの場合にはロックイン（囲い込み）が目的だったため一般受容性は小さかったが、プラットフォーマー型企業発行ポイントには現金化が可能なものや投資が可能なものもあり一般受容性の高い貨幣的要素が強くなっている（疑似貨幣化）。
ポイントには有効期限が設けられていることが多いが、テロ・暴動・感染症など有効期限内の利用が困難な事態が生じた場合は、有効期限が延長されることもある。
商品の価格改定があった場合や、料金の過徴収があった場合は、改定前後もしくは正規料金との差額をポイントで割り戻す場合もある。

## 歴史

### アメリカにおける歴史
ポイント制度の発祥地はアメリカ合衆国といわれている。1850年頃に誤って洗濯石鹸を大量に仕入れた小売業者が包装紙にクーポン券を付け、それを集めると絵画と交換できるサービスを提供したことが始まりとされている。このようなサービスは小売業者に広まり、1896年にはスタンプ・サービスそのものを商品化して複数の小売業者に販売しシステム化するスタンプ専業会社も現れた（トレーディング・スタンプ）。
20世紀になり、ポイント制は1910年代初めにはガソリンスタンド、1920年代にはスーパーマーケットで導入されるようになった。普及は1960年代まで続いたが、1970年代になり深刻なインフレに突入し下火となった。さらに技術革新が進んだことでクレジットカード会社が報酬プログラム（Rewards Program）などを新たに発行するようになったため従来のトレーディング・スタンプは取って代わられることになった。 

### 日本における歴史
日本で初めてのポイントの発行は1916年に北九州市の久我呉服店が始めたという説があるが詳細はよくわかっていない。1928年には江崎グリコがお菓子のパッケージ内の引換証20枚と景品を引き換えるキャンペーンを始めている。
しかし、日本ではスーパーマーケットの登場が1950年代末であったため、アメリカ式のトレーディング・スタンプの導入も同時期以降のことであり、1958年にグリーンスタンプ、1962年にブルーチップが登場した。
1984年にはワシントンホテルが日本初のカード式ポイントカードを導入。1985年にはヨドバシカメラが値引き交渉を減らす目的でポイントカードを発行し、以後、ポイントサービスは一気に普及した。
日本における年表
- 1958年 - 共通スタンプサービスグリーンスタンプ創業。
- 1962年 - 共通スタンプサービスブルーチップ創業。
- 1979年 - 全国レコード商組合連合会が加盟店のサービス券（貯めた枚数に応じて割引を実施）発行を止めさせていることが独占禁止法違反に問われ、この一件を契機に音楽ソフトのポイントサービスは事実上、解禁される。
- 1980年代 - この頃にはクレジットカードの利用金額によるポイントサービス（点数に応じて希望があれば商品券などを提供する）が既に行われていた。
- 1985年 - ヨドバシカメラがポイントカードを発行[1]。
- 1988年4月 - ショッピングタウンピア（福井県のショッピングセンター）がポイントカードを発行。
- 1995年頃から、アメリカ系航空会社がマイレージサービスを日本でも始める。
- 1997年頃から、日本の航空会社がマイレージサービスを始める。アメリカに遅れを取ったのは景品表示法の規制があったためといわれる。
- 2000年頃から、航空会社グループ（アライアンス）の結成が行われ、グループ内で獲得点数の相互加算や利用が行われるようになる。
- 2003年10月 - 共通ポイントの先駆けとなるTポイントサービスを開始。サービス開始当初はTSUTAYAのレンタル会員証をTSUTAYA以外の提携先で提示することでTSUTAYAで利用できるポイントが貯まるのみのサービスであったが、2006年10月以降は自社のポイントサービスをTポイントに完全移行する提携先も登場し、異業種間でポイントの共通化が行われている。
- 2004年頃から、書店でつくる日本書店商業組合連合会などがヤマダ電機を始めとする家電量販店が書籍や雑誌をポイントカードの対象とする行為は再販売価格維持契約に違反していると主張し、ポイントの引き下げなどを求めていた。ところが、公正取引委員会が独占禁止法違反に該当するとの見解を示したことから日書連は一転して2005年2月にポイントカード受け入れを表明した。
  - 以後、TSUTAYAを始めとするレンタルビデオ店や電鉄系の書店を中心に新規のポイントカード発行やデパート・ショッピングモールのポイントカード加入が一気に広まっている。
  - 但し、出版流通対策協議会は日本書店商業組合連合会が受け入れを表明して以降も「ポイントカード絶対反対」の姿勢を崩さず、加盟する出版社に自社の出版物をポイントサービスの対象外とすることを契約に明記するよう奨励している。
- 2008年 - インターネットポイント・マーケティング業界の啓発活動と健全なる発展を促進するために、日本インターネットポイント協議会設立。

## 運用形態
クレジットカードの様に、決済時に自動的にポイントを付与するものや、専用のポイントカード、レンタルビデオの会員証を作成して、支払い時に提示するとポイントを付与するものがある。また、ポイントカードや会員証にクレジットカード機能を合わせた物もある。

### クレジットカード
店頭での決済、ネット上での決済、何れの場合でも、クレジットカードを使用した決済では、自動的に決済高に応じた点数が加算、記録される。リボルビング払いで決済するとポイントを割増にする等の特典が付与されていることもある。一定の点数に達すると、予め用意された賞品との交換や商品券との引き換えを行う。また、ポイントを、ネット上のショッピングの決済に充当することができるものもある。取得したポイント毎に一定の有効期限が設けられていることが多い。
なお、特定の決済がポイントサービスの対象とならないカードや、ポイントサービス自体が存在しないカードも一部存在する。

### 専用のポイントカード
業者が発行する専用のポイントカードを、商品の購入時に提示する事でポイントサービスの対象となる。形式としては、消費者を業者が運営するポイントサービスシステムに参加する会員とし、その会員証がポイントカードという形を取る事が多い。
無償で発行する業者と、所定の料金をとって発行する業者がある。購入金額に応じて発生したポイントが加算、記録される。ポイントを次の商品の購入時に支払いに充当して実質的な割引を行う形式と、一定の点数に達したら商品券との引き換えを行う形式がある。
有効期限については、取得したポイントごとに所定の有効期限をもつものと、カードを一定期間内に提示してポイントの出し入れをすれば有効期限を繰り越せるもの、例えば最後にポイントの出し入れがあってから1年有効など、があり、発行元によって異なる。なお一定の点数に達したら商品券との引き換えや値引きを行うタイプは、店舗が閉店となる場合、当該店舗の閉店によりポイントカードを使う機会がなくなる顧客に配慮して、それまでに貯まったポイントに応じての値引きや商品との引き換えを行う場合がある。
加算するポイントの換算率や条件の提示に際しては、主に現金・デビットカードによる支払い時の率を表示する事が多い。クレジットカードによる決済ではポイントの率を下げたり、ポイントの加算を行わないこともある。また、セール期間中はポイントの率をアップすることもある。
業者が発行する提携クレジットカード（ハウスカード）がポイントサービスを担うことも多い。或いは、ポイントサービスの会員証にクレジットカード機能を付与する事もある。これも広義でハウスカードと見なせる。

### 会員証
レンタルビデオなどの会員証をそのままポイントカードとして用いる（例：TSUTAYAなど）。会員証そのものがポイントカードになるので特に手続きや料金は必要としないが、有効期限（1年の物が多いが、利用実績によって自動で延長されるものもある）が到来した場合は会員証としての機能が無効になる。

### 台紙
買い物時にもらえるスタンプ（切手状のもの）やシールを専用の台紙に貼りサービスを受ける方法である。スタンプやシールは貼り付けていない状態であれば譲渡可能なので家族やグループで合算するなど、会員証やポイントカードより柔軟にポイントを蓄積できる利点がある。かつてはロータスクーポンやブルーチップによって行われていたが、現在はポイントカード式に移行している。

### マイレージサービス
特に航空会社で行っている同様のサービスは、マイレージサービスという。マイレージサービスでは、搭乗距離に比例したポイントが与えられることから、利用ポイント点数は一般的にマイルと呼ばれる。航空会社が専用のカードを発行したり、ハウスカードにポイントサービスを担わせて、搭乗時にこれらを提示することでマイルを付与する。複数の会社でグループ（航空連合）を作り、そのグループ内の会社間では共通にマイル加算や賞品などの引き換えが可能である。
なお、「マイレージサービス」の語も和製英語で、英語圏では "Frequent-flyer program"（FFP、「頻繁に飛行機を利用する人のプログラム」の意味）と称する。

## 運用状況

### イギリス
イギリスではポイントプログラム固有の法制度は存在しないが、電子マネーに該当するポイントには電子マネー規則2000の適用を受けるため事業者は認可や登録を行う必要がある。また、電子マネー規則2000の適用を受ける電子マネーに該当するポイントは利用者保護のため担保付債権として扱われる。
- Nector points（Nectar loyalty card） - 2002年に運用が開始されたイギリス最大のポイントプログラムでAIMAが運営している[2]。
- Tesco Clubcard - スーパーマーケットなどを展開するテスコのポイントプログラムでイギリスのほか、アイルランド、チェコ共和国、ハンガリー、ポーランドでもサービスを展開している[2]。
- Boots Advantage Card - ドラッグストアチェーンのブーツのポイントプログラム[2]。
- Top Cashback - 3500以上の実店舗と提携して現金化が可能なポイントプログラムを運営している[2]。

### アメリカ
アメリカでは主に金融サービス業が運営するロイヤリティプログラム（Loyalty program）と呼ばれるポイントプログラムがある。
アメリカにはポイントの発行行為に関する法令はない。消費者保護のためCredit Card Accountability Responsibility and Disclosure Act of 2009（CARD Act）が制定され、クレジットカード、デビットカード、プリペイドカード等が規制対象になっているが、ロイヤリティプログラムは対象外とされている。ただし、法令ではないが、航空会社のFrequent flyers program（日本でいうマイレージプログラム）には、1988年に米国司法長官協会（NAAG）が制定したガイドラインがある。
- Uber Rewards - 2019年3月14日にUberが全米でサービスを開始したポイントプログラム[2]。
- Target Red - ディスカウント百貨店チェーンを運営するターゲット・コーポレーションのポイントプログラム[2]。

### 日本
日本におけるポイント発行額の推計は、推計手法などの違いからかなり幅があり、野村総合研究所の推計では2018年度には9546億円、矢野経済研究所の推計では2017年度には約1兆8000億円としている。
- 楽天ポイント
- Ponta
- Vポイント（Tポイントより改称）
- dポイントクラブ
- JRE POINT
- WAON POINT
- グリーンスタンプ
- ブルーチップ
- PayPayポイント
- Sポイント

各社公表の会員数概数は、以下の通りである。
- Ponta　1億729万人
- 楽天ポイント　1億人以上
- dポイント　8908万人
- Tポイント（現在はVポイント）　7018万人以上
- PayPayポイント　4700万人以上

商品の包装紙やパッケージ、あるいは企業のサービスにつけられたボランティアポイントに、ベルマークがある。商品などに付く点数を切取り、学校などの教育施設に集めてベルマーク教育助成財団に送ることにより、点数に応じた設備購入の助成が受けられると共に、設備購入などに教育施設が充てた点数の10%がさまざまな教育のための援助資金となる。

## 問題点

### 民間企業の取引
ポイントサービスは基本的に個人向けのサービスであるが、発行元によっては法人名義のカードを作る事も出来る。ただし、業務に伴い法人の資金で物品やサービスを購入する場合、付与されるポイントは法人に帰属するべきであり、法人カードがあれば、そこへ付与するようにすれば良い。しかし、法人カードをつくれない場合には個人名義のカードに入れざるを得ない。また、担当者が故意に自身のカードにポイントを入れる事も考えられ、その様な場合の扱いが問題となる。
ポイントを個人のカードに入れる事を許すと、出張の多い人、物品の購買担当者などが、会社の金でマイルやポイントを獲得して私物化することとなり、不公平であるとの声もある。その一方で出張時に労働者に出張費用の立替をさせているケースなどでは精算までの立替分を債権とみなし、その金利を要求するケースもあり、その金利分の代償としてマイルを個人帰属としているケースも見られる。
このような場合におけるポイントの取り扱いについて社会的な合意は得られておらず、各々の法人・組織で対応が分かれる。企業で、明確に取り扱いが定められていれば、それに従う必要がある。更に、マイレージの場合は、いわゆる上級会員制度など、これもポイントサービスの一環であることを考えると、法人と個人のポイントを切り分けるのが困難になりつつあるとも言えるのである。

### 官公庁の取引
官公庁のうち会計検査院や法務省では、出張に伴って付与されるマイルを受け取ってはならないと規定しているが、その他の省庁では個人の判断に任されてしまっている（公務員が税金の使途の一部を、私腹を肥やすために流用している、ということになってしまう）。

### 会計上の扱い
ポイントは、発行企業が、
- 将来の値引きを約束するものと捉える場合
- 将来の景品を約束するものと捉える場合
- ポイント運営企業と発行企業が異なる（いわゆる共通ポイント）において加盟店からの預り金として捉える場合

がある。経済産業省が主催した企業ポイント研究会の報告書によれば、発行企業にとっては負債であることから、流動負債または固定負債に含まれる形で貸借対照表に記載される。ポイントの発行残高が多い企業では、ポイント引当金として独立した項目を設けることもあるが、義務ではない。
負債として計上すべき引当金の額は、発行残高分の原価に、想定使用率を乗じた金額が通常である。例えば流動負債として計上する場合には、翌会計年度内に使われるポイントの量を、過去の利用実績から算出し、そのコスト分を負債として計上する。従って、利用されないまま消滅するポイントのコストは、計上されないのが通常であり、家電量販店など利用率の高い企業が、全額を引き当てることは例外である。これは、想定利用率の低い企業が引当金を過度に計上することは、利益額を減額する効果を持つことが理由に挙げられる。
なお、今後の国際会計基準においては、以上のような負債処理とは全く異なる、繰延収益の処理が導入される可能性がある。これは、ポイント発行時に受け取る収益の額を、商品とポイントに分割し、ポイント分の収益については繰延収益として計上するものである（IFRIC13参照）。将来、ポイントが使用された時点、ポイントが失効した時点、ポイントが他社に移行した時点のいずれかにおいて、繰り延べられた収益が実現したものとして計上される。
2021年4月1日以降の会計年度から、「収益認識に関する会計基準」が適用され、付与ポイントは契約認識負債（繰延利益）としてポイント発生日に負債処理する（売上額はポイント発生分を除いたものになる）ことが原則とされるようになった。
発行元が倒産した場合のポイントの扱いも現時点では不明瞭である。マイレージサービスでは航空会社が倒産した際に、事業継承した企業によってマイルが保全された例がある。その他のポイントサービスでは、実例が無く、他の債権と同様に扱われるのか、また、債権と認められるならその優先順位はどうなるか、未確定の部分が多い。そのため、2007年1月6日に経済産業省がポイントサービスに関するルール作りを進める方針を明らかにした。

### 課税
現時点（2007年9月）では具体的な課税の有無や、その方法は定められていないが、獲得したポイントについて課税の対象とすべきか、また、ポイントを使った決済についての課税（消費税との二重課税の関係など）はどうするか、についての議論がある。

### 購買履歴と個人情報の利用
ポイントカードにポイントを貯めようと希望する消費者は、まず購入しようとする商品をレジに持ち込み、自分のポイントカードをレジ係に預ける。レジ係は、カードの発行元から店舗に提供されたオンラインシステムの端末でカードの情報を読み取る。同時に、またはほとんど間を置かずに、レジ係は店舗に備え付けのPOSのバーコードリーダーで商品のバーコードを読み取る。
その結果、個人情報に紐付けられた購買履歴がカードの発行元に蓄積されるのが通例である。それらの購買履歴は、ポイントカードの作成時に発行元が加入者と契約することによって、発行元自身が、並びに発行元が許可した企業・団体が使用することが可能になる。
しかし、以上の事を認識していない消費者がわずかながら存在しており、一部で問題視されている。

### その他の問題
ローカルで使用機会の限られるポイントカードが増えると、財布の中がかさばる問題がある。これにより、カードの数が増えて、探すのに手間取るなど管理が難しくなる面がある。スマートフォンのポイント公式アプリや、ポイントカードをまとめる「Stocard」や「LINEウォレット」といったアプリを用いることで、これらを解決する事ができる。